# ハッピー (ローリング・ストーンズの曲)
「ハッピー」(Happy)は、ローリング・ストーンズの楽曲。1972年のアルバム『メイン・ストリートのならず者』収録。作詞・作曲はミック・ジャガーおよびキース・リチャーズ。

## 解説
アルバム『メイン・ストリートのならず者』収録曲中、キース・リチャーズが唯一リード・ボーカルをとった曲で、彼の代名詞とも呼べる曲。この曲にはリチャーズとジャガー以外のストーンズのメンバーが参加していないが、これは制作時、スタジオにリチャーズとプロデューサーのジミー・ミラー、それにサックス・プレーヤーのボビー・キーズしかおらず、リチャーズが「試したいアイディアがある」とこの曲を3人だけで録音し、他のメンバーが到着する頃には大部分が完成していたためである。リチャーズは「他の奴等を出し抜いてやったんで嬉しくて、それで"ハッピー"ってタイトルにしたんだ」と、2002年のインタビューで語っている。
この曲はアルバムからのリカットシングルとして、1972年7月に「オール・ダウン・ザ・ライン」をB面にリリースされ、全米チャートで22位を記録した。リチャーズのリードボーカル曲がシングルとしてリリースされたのはこれが初めてである。

## コンサート・パフォーマンス
『メイン・ストリート…』発表直後の北米ツアーから、この曲はコンサートのレパートリーに加えられており、以降、1980年代前半と、1997年から1998年にかけての「ブリッジズ・トゥ・バビロン・ツアー」および「ノー・セキュリティ・ツアー」を除く全てのツアーで披露されている。1970年代までは1本のマイクでリチャーズとジャガーが歌唱していたが、1989年からはリチャーズのボーカル・タイムをジャガーの休憩タイムに当てるようになったため、以降はリチャーズが単独で歌唱している。また、リチャーズのソロ・バンド、エクスペンシブ・ワイノーズのライヴでも披露されたことがある。
ストーンズの公式ライブ・アルバムには、1977年の『ラヴ・ユー・ライヴ』に収録されている。映像では、1974年公開のコンサート映画『レディース&ジェントルマン』に、1972年の北米ツアーでのライブテイクが収められており、2010年にDVD化された。また2002年から2003年の「リックス・ツアー」でのライヴテイクがDVD『フォー・フリックス』に収録されている。

## 演奏メンバー
※出典：
- キース・リチャーズ - リード&バッキング・ボーカル、エレキギター、ベース
- ミック・ジャガー - リード＆バッキング・ボーカル
- ジミー・ミラー - ドラムス、マラカス
- ニッキー・ホプキンス - エレクトリックピアノ
- ボビー・キーズ - サックス
- ジム・プライス - トランペット、トロンボーン